# Kickapoo
Kickapoo (Kikapoo, Kikapu).- /od Kiwigapawa, ' he stands about, ili ' he moves about, standing now here, now there '. / Pleme Algonquian Indijanaca u jugozapadnom Wisconsinu kamo su pod pritiskom potisnuti iz sjeverozapadnog Ohia i južnog Michigana u području između jezera Erie i Michigan. Kickapoosi još početkom 1640.-tih dolaze u ovaj kraj napadima Indijanaca Ottawa i Neutrals ii Attiwandaronk, a zatim i Irokeza. Od 1658. protjerani su u jugozapadni Wisconsin, a oko 1700. polako kreću na jug u sjeverni Illinois da bi se 1770. našli kod Peorie u središnjem Illinoisu sterući se sve na jugoistok do doline Wabasha na zapadnoj granici Indiane. 
Nakon ratova s Amerikancima potpisuju 1819. ugovor po kojemu prepuštaju svoje zemlje istočno od Mississippija SAD, a oni su preseljeni u južni Missouri od 1819-1824. a nakon toga i u Kansas. Dijelovi Kickapoosa su ostali u Illinoisu, a drugi su (banda iz Missourija) 1832. dobili rezervat u sjeveroistočnom Kansasu. Neke bande udružile su se s Potawatomima i prodrle čak u Texas i  Chihuahuu u Meksiko, gdje su se zadržali do današnjih dana (Mexican Kickapoo). Neki od meksičkih Kackapoosa ipak se između 1873. i 1878. vratilo u SAD, i poslati su u Oklahomu.  U SAD danas žive po državama pod plemenskim nazivima Kickapoo of Kansas; Kickapoo of Oklahoma i Kickapoo Traditional Tribe of Texas. Od njihovih starih sela po imenu su poznata tek tri, to su: Etnataek (s plemenima Sac and Fox), Kickapougowi i Neconga.

## Ime
Njihovo ime Kiwigapawa he moves about, standing now here, now there, naglašava skitnički prirodu Kickapoo Indijanaca, koji su prelazili preko Mississippija zbog krađe konja i lova na bizone. Ostali nazivi što su im dali drugi Indijanci su: A'-uyax Tonkawa, znači "deer eaters." Higabu, ime kod Omaha i Ponca. I'-ka-du', Osage ime. Shake-kah-quah, Indijanci Wichita. Shígapo ili Shikapu, Apache ime, očita varijanta imena Kickapoo. Sik'-a-pu, oblik koji se javlja kod Comanche. Tékapu, Huron Indijanci. Yuntara'ye-ru'nu, drugi Huronski naziv, prema lokalitetu označava "tribe living around the lakes."

## Etnografija
Kickapoo su srodni sa Sac i Foxima. Njihova ljetna sela bila su fiksna od kuća napravljenih od drvenog kostura prekrivenih korom, nakon žetve i komunalnog jesenskog lova na bizone odlazili bi u zimske lovačke kampove s nastambama od hasura. Kickapoosi su bili agrikulturan i lovački narod. Kukuruz, tikve i grah bili su njihovi glavni agrarni proizvodi. U lov na bizone zapadno od Mississippija ,odlazili bi na konjima do kojih su dolazili krađom. –Slično Shawnee plemenu također su poznavali klansku organizaciju s patrilinearnim nasljeđivanjem. -Klanovi Eagle (Orao), Bear (Medvjed), Water (Voda), Buffalo (Bizon), Fox (Lisica), i Thunder (Grom), navodi Joseph B. Herring, pripadaju polovicama Oskasa, ili Black, i Kiiskooha, ili White. Ove polovice ujedno su i suparničke u religioznim ceremonijama i u igri lacrosse. Mooney navodi klanove Water, Tree, Berry, Thunder, Man, Bear, Elk, Turkey, Bald-eagle, Wolf i Fox.
Svaka Kickapoo banda bila je autonomna s vlastitim vođama, ratnim poglavicama i ratnicima. 
Njihova religiozna vjerovanja poznaju Velikog Manitua (stvaraoca), koji stoji na vrhu spiritualne hijerarhije, niže položaje zauzimaju manitui raznih stvari i pojava u prirodi. Uz Manitua postoje i četiri vjetra i veoma značajna pramajka zemlja (grandmother earth). Wisaka, sin Manituov, stvorio je zemlju i sve stvari, računajući i same Kickapoose. Wisaka im je dao i svete zavežljaje. Šaman je jedna od najznačajnijih osoba svake bande, a sposoban je komunicirati s duhovima, on je u stanju proreći budućnost i izliječiti bolesne.
Institucija Midéwiwin također je postojala, nju poznaju Chippewe i druga srodna plemena u području Velikih jezera. Danas je međutim kod njih najsvetija ceremonija Kigänowini. Pas je kod Kackapoosa posebno obožavan, a služio je i kao žrtva manituima.

## Populacija
Populacija Kickapoosa iznosila je nekih 3,000 (1759), što je Mooneyevo mišljenje. Broj im kasnije iznosi 2,000 (1817.) i 2,200 (1825.). U Kansasu i na Indijanskom Teritoriju  (1875.) bilo je 706, bez njih 100 u Meksiku. Godine 1885. u SAD ih je 500 i u Meksiku 200. U ranom 20. stojeću (1905.) u SAD ih je 432 (247 u Oklahomi i 185 u Kansasu) a u Meksiku se popeo na 400 ili više.
Broj Kickapoosa koji je 1973. iznosio 891 (prema BIA-ji), narasatao je 1989. na 2,050, a 2000. na 4,200, od toga 1,500 u Kansasu, 2,000 u Oklahomi i 700 u Wisconsinu. U kansasu na Kickapoo Reservation, plemensko središte je Horton. U Oklahomi žive organizirani kao Kickapoo Tribe of Oklahoma, i u Teksasu kao Kickapoo Traditional Tribe, s plemenskim središtem u Eagle Passu

## Vanjske poveznice
- Kickapoo
- Kickapoo Tribe Of Kansas
- Kikapúes / Kikaapoa (na španjolskom)  Arhivirana inačica izvorne stranice od 6. studenoga 2006. (Wayback Machine)